# Дравсько-Поморське (гміна)

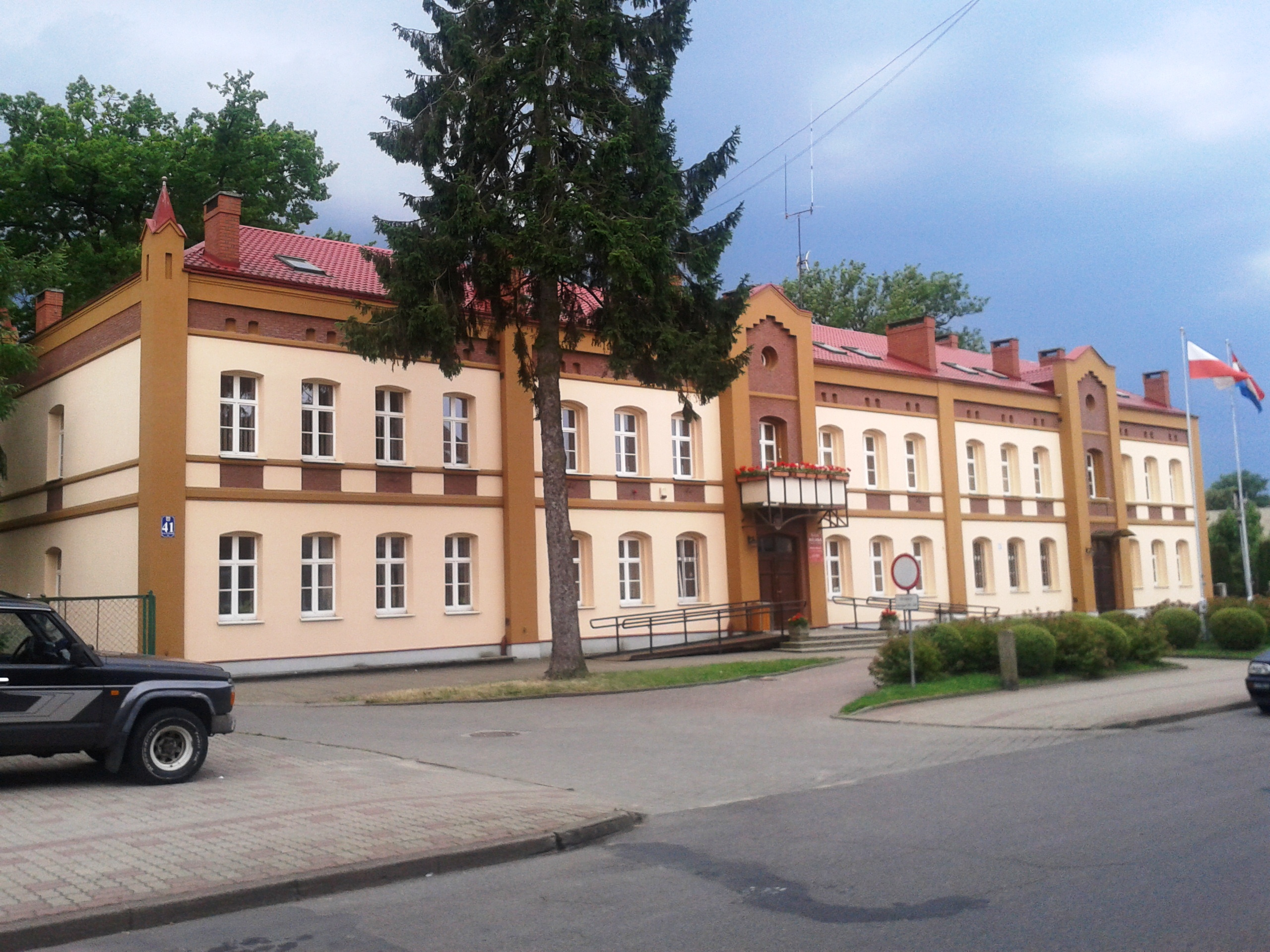
Управління муніципальних районів і містa Дравсько-Поморське (Drawsko Pomorskie)

Гміна Дравсько-Поморське (пол. Gmina Drawsko Pomorskie) — місько-сільська гміна у північно-західній Польщі. Належить до Дравського повіту Західнопоморського воєводства.
Станом на 31 грудня 2011 у гміні проживало 16747 осіб.
1 січня 2019 року до складу гміни включено території сіл Борне, Долне, Донатово, Гжибно, Єленіно, Островіце i Пшитьонь загальною площею 6558,36 га ліквідованої гміни Островіце. Площа гміни зросла до 410, 343 км².

## Територія
Згідно з даними за 2007 рік площа гміни становила 344.76 км², у тому числі:
- орні землі: 42.00%
- ліси: 36.00%

Таким чином, площа гміни становить 19.46% площі повіту.

## Населення
Станом на 31 грудня 2011:
| Опис     | Загалом | Загалом | Чоловіки | Чоловіки | Жінки | Жінки |
| -------- | ------- | ------- | -------- | -------- | ----- | ----- |
| одиниця  | осіб    | %       | осіб     | %        | осіб  | %     |
| все      | 16747   | 100     | 8194     | 48.93    | 8553  | 51.07 |
| міське   | 11917   | 100     | 5745     | 48.21    | 6172  | 51.79 |
| сільське | 4830    | 100     | 2449     | 50.70    | 2381  | 49.30 |

## Сусідні гміни
Гміна Дравсько-Поморське межує з такими гмінами: Бжежно, Венґожино, Злоценець, Інсько, Каліш-Поморський, Лобез.